# Монтгомері (Нью-Йорк)
Монтгомері (англ. Montgomery) — місто (англ. town) в США, в окрузі Орандж штату Нью-Йорк. Населення — 23 322 особи (2020).

## Демографія
Згідно з переписом 2010 року, у місті мешкало 22 606 осіб у 8000 домогосподарствах у складі 5822 родин. Було 8523 помешкання
Расовий склад населення:
| - 84,6 % — білих - 7,2 % — чорних або афроамериканців - 1,4 % — азіатів - 0,2 % — корінних американців - 3,7 % — осіб інших рас |

До двох чи більше рас належало 2,8 %. Частка іспаномовних становила 14,0 % від усіх жителів.
За віковим діапазоном населення розподілялося таким чином: 25,7 % — особи молодші 18 років, 63,1 % — особи у віці 18—64 років, 11,2 % — особи у віці 65 років та старші. Медіана віку мешканця становила 38,6 року. На 100 осіб жіночої статі у місті припадало 94,9 чоловіків;  на 100 жінок у віці від 18 років та старших — 92,6 чоловіків також старших 18 років.
Середній дохід на одне домашнє господарство  становив 89 612 долари США (медіана — 75 587), а середній дохід на одну сім'ю — 98 991 долар (медіана — 85 329). Медіана доходів становила 60 435 доларів для чоловіків та 43 693 долари для жінок. За межею бідності перебувало 7,6 % осіб, у тому числі 8,7 % дітей у віці до 18 років та 11,3 % осіб у віці 65 років та старших.
Цивільне працевлаштоване населення становило 11 885 осіб. Основні галузі зайнятості: освіта, охорона здоров'я та соціальна допомога — 26,7 %, роздрібна торгівля — 12,6 %, науковці, спеціалісти, менеджери — 11,0 %.